# رايموند إس. برادلي
رايموند إس. برادلي (بالإنجليزية: Raymond S. Bradley)‏ هو جيولوجي بريطاني، ولد في 1948.